# Gary Whetton
Pas d'image ? Cliquez ici

a Compétitions nationales et continentales officielles uniquement.

b Matchs officiels uniquement.
Dernière mise à jour le 9 mai 2011.
Gary William Whetton, né le 15 décembre 1959 à Auckland, est un joueur de rugby à XV qui a joué avec l'équipe de Nouvelle-Zélande au poste de deuxième ligne.

## Biographie

### Carrière chez les All Black 1981-1991
Gary Whetton fait ses débuts avec les All Blacks en 1981 contre les Springboks lors du fameux match « flour bomb » à l'Eden Park d'Auckland, match où un homme bombarde de farine le terrain à partir d'un avion pour protester contre la politique d'apartheid de l'Afrique du Sud. Gary Whetton reçoit son premier maillot et ces conseils : « Tu as mérité l'honneur de le porter. Maintenant c'est à toi de jouer. C'est à toi de vivre la légende, à toi de porter le patrimoine des ancêtres ».
En 1983, il participe aux quatre victoires contre les Lions lors de la tournée de ceux-ci en Nouvelle-Zélande. En 1984, il est rejoint chez les All Blacks par son frère jumeau Alan Whetton avec qui il constitue la première paire de jumeaux à jouer pour les All Blacks en test.

### Champion du monde 1987
Lors de la première édition de la Coupe du monde de rugby en 1987, il participe aux six matchs des All Blacks et remporte ainsi la Coupe du monde contre les Français en finale.
Il devient capitaine lors des matches de semaine lors de la tournée 1988 en Australie, puis vice-capitaine de Buck Shelford lors de la tournée 1989 au pays de Galles et en Irlande. Il devient même le capitaine de l'équipe victorieuse de la tournée en France en octobre et novembre 1990 où ils remportent leurs deux test-matches contre les Français et six matches de semaine mais de manière surprenante sont battus par deux sélections régionales de Provence-Côte d’Azur et de Côte basque-Landes et également contre les Barbarians français à La Rochelle.
Il joue contre l'équipe des All Blacks au début de la saison 1992, avec une sélection des World XV, dans le cadre du centenaire du rugby néo-zélandais. Au total, il joue 58 test matches avec les All Blacks, dont quarante tests consécutifs entre 1986 et le match pour la troisième place de la Coupe du monde de rugby 1991, son dernier match pour les All Blacks. Il est le deuxième joueur néo-zélandais après Colin Meads à atteindre la barre des cinquante sélections.

### Septuple champion des provinces néo-zélandaises
Il remporte avec l'Auckland Rugby Football Union sept titres de champion du National Provincial Championship en 1982, 1984, 1985, 1987, 1988, 1989 et 1990.

### Arrivée à Castres

#### Débuts prometteurs au CO

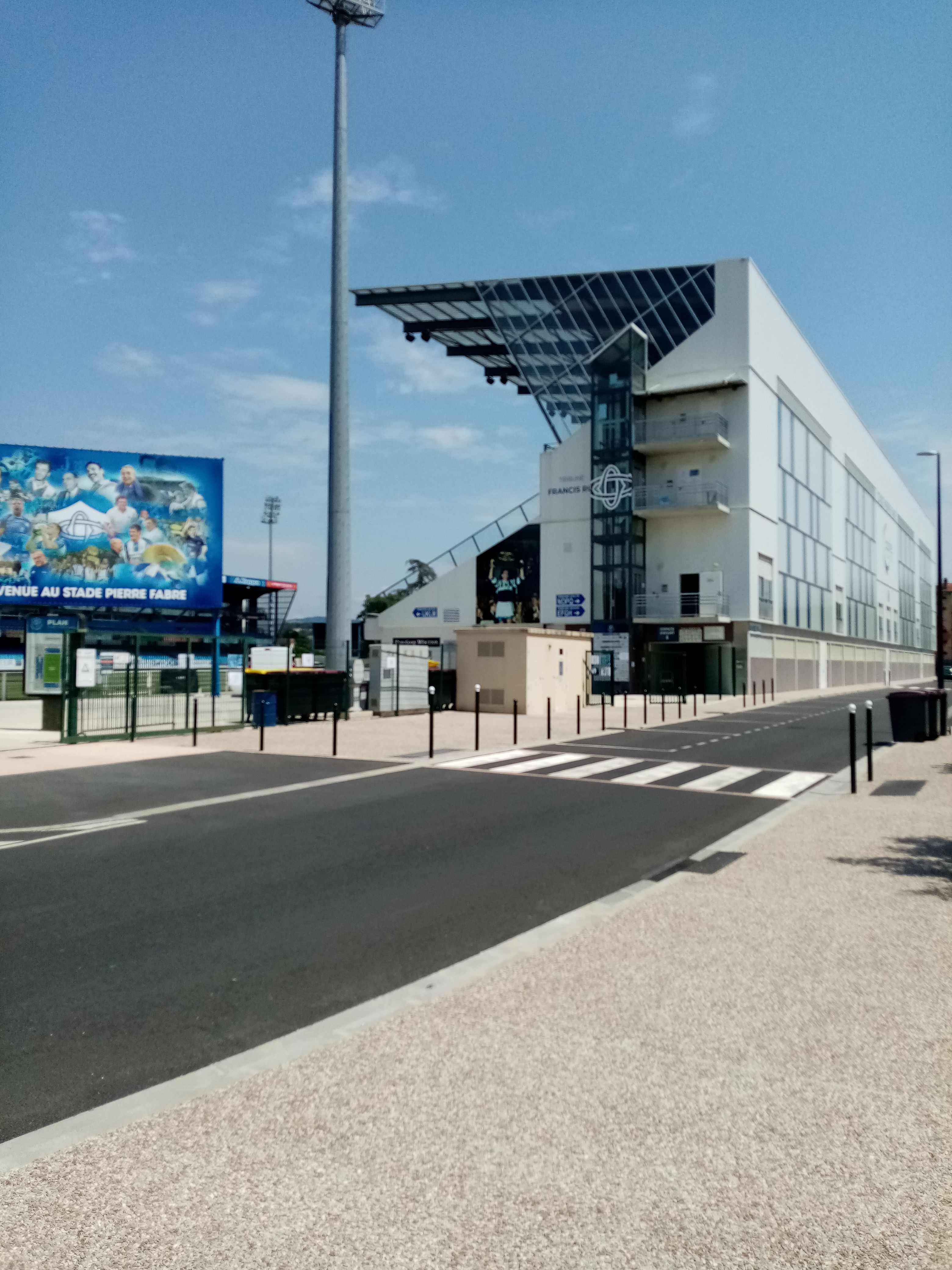
Tribune Francis Rui avec le pub Gary Whetton au stade Pierre Fabre de Castres.

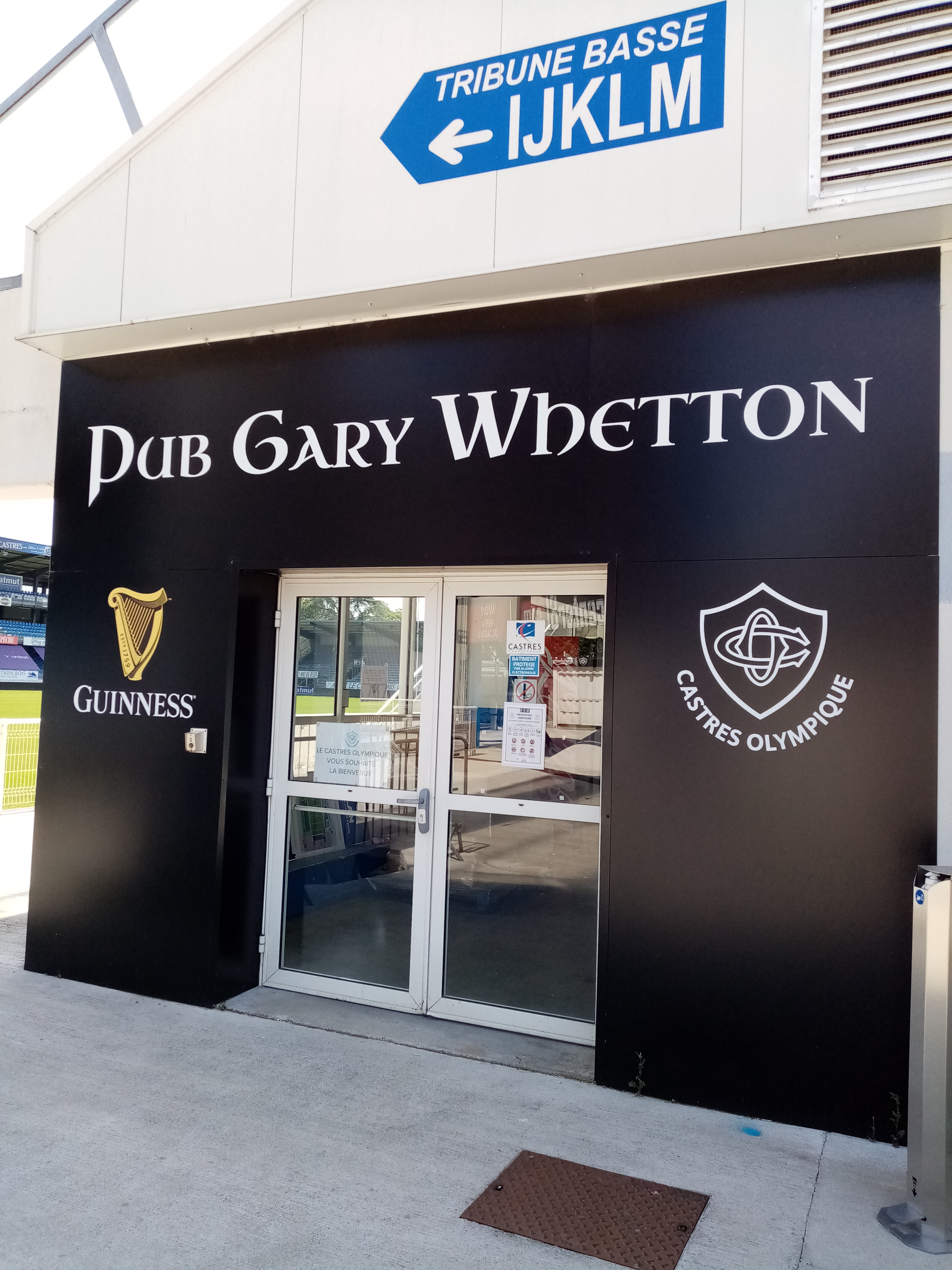
Entrée du pub Gary Whetton, inauguré le 4 septembre 2021, en Tribune Francis Rui.

Gary Whetton porte pour la première fois le maillot du CO le 2 novembre 1992 au stade Pierre Antoine. Malgré des conditions climatiques difficiles et une pelouse en mauvais état, 
Castres s'impose (14-0) contre le leader invaincu jusqu'alors de la poule, le CA Brive Corrèze.

#### Champion de France 1993, après son essai polémique...
Après sa carrière en Nouvelle-Zélande, il rejoint le Castres olympique avec qui il devient champion de France en 1993 après une finale polémique. En effet en finale, Castres s'impose contre le FC Grenoble (14-11) pour lequel un essai d’Olivier Brouzet est refusé et après que l'arbitre lui accorde un essai non valable. Les images montrent que le Grenoblois Franck Hueber avait aplati avant lui et que son essai n'était donc pas valable. Il devient alors le premier All Black à devenir champion de France.

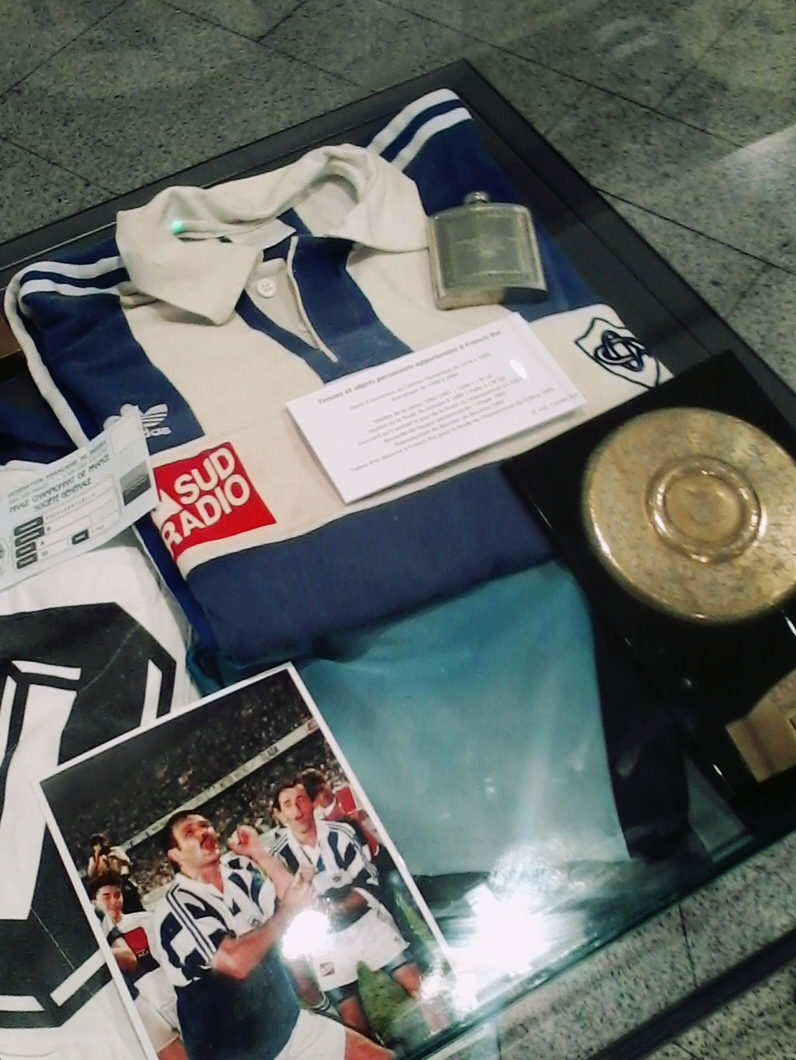
Photo du Haka de Gary Whetton après la finale de 1993, et maillot de son capitaine Francis Rui au Musée Jean Jaurès de Castres en 2018.

L'arbitre reconnaît vingt ans plus tard qu'il a commis une faute d'arbitrage ce jour-là, privant ainsi les Grenoblois du titre et d'avoir été influencé par les supporters agenais qui se plaignaient du jeu trop physique des Grenoblois mais dit n’avoir jamais reçu de consignes.

#### Finaliste du challenge Yves du Manoir 1993
Il est également finaliste du challenge Yves du Manoir contre le Stade toulousain (défaite 13 à 8) en 1993 après avoir offert la victoire à son équipe contre Narbonne en demi-finale (22-14).
Le 11 novembre 1993, il est invité avec les Barbarians français pour jouer contre l'Australie à Clermont-Ferrand. Les Baa-Baas s'inclinent 26 à 43.
Il termine sa carrière en 1994 après avoir disputé une nouvelle demi-finale du challenge du Manoir contre Montferrand (26-19).

## Vie privée
Ses deux fils William Whetton troisième ligne pendant deux ans, puis Jack Whetton deuxième ligne pendant un an, portent aussi le maillot du Castres Olympique.

## Palmarès

### En club
Avec l'Auckland Rugby Football Union
- National Provincial Championship
  - Champion (7) : 1982, 1984, 1985, 1987, 1988, 1989, 1990

Avec le Castres olympique
- Championnat de France de première division :
  - Champion (1) : 1993
- Challenge Yves du Manoir :
  - Finaliste : 1993
  - Demi-Finaliste : 1994

### En équipe nationale
Avec les All Blacks de Nouvelle-Zélande
- Coupe du monde de rugby à XV
  - Champion du monde (1) : 1987
  - Demi-Finaliste : 1991

| Édition                            | Rang              | Résultats Nouvelle-Zélande | Résultats G Whetton | Matches G Whetton |
| ---------------------------------- | ----------------- | -------------------------- | ------------------- | ----------------- |
| Australie et Nouvelle-Zélande 1987 | Champion du monde | 6 v, 0 n, 0 d              | 6 v, 0 n, 0 d       | 6/6               |
| Angleterre 1991                    | Troisième         | 5 v, 0 n, 1 d              | 5 v, 0 n, 1 d       | 6/6               |

## Statistiques en équipe nationale
Gary Whetton compte 58 sélections avec les All-Blacks, entre le 12 septembre 1981 contre l'Afrique du Sud et le 30 octobre 1991 contre l'Écosse. Il inscrit trois essais, pour un total de douze points. Il occupe le rôle de capitaine à quinze reprises, en 1990 et 1991.
Il participe à deux éditions de la Coupe du monde, disputant six rencontres lors de l'édition 1987 et six lors de celle de 1991. Gary Whetton dispute 43 autres matches avec les All Blacks, pour un total de 101 rencontres et 36 points,. 